# Izotiocianat

Structura generală a unui izotiocianat

Un izotiocianat este un compus ce conține grupa –N=C=S, formată prin substituirea unui atom de oxigen din grupa izocianat cu un atom de sulf. Mulți izotiocianați naturali din plante sunt produși prin conversia enzimatică a unor metaboliți denumiți glucozinolați. Un compus artificial, izotiocianatul de fenil, este utilizat în metoda de secvențiere Edman a aminoacizilor.

## Obținere
Metoda generală de obținere a izotiocianaților presupune reacționarea unei amine primare (precum anilina) cu disulfura de carbon, în soluție apoasă de amoniac. Astfel, se va precipita o sare de ditiocarbamat de amoniu, care se va trata cu azotat de plumb pentru obținerea izotiocianatului corespunzător. O altă metodă se bazează pe descompunerea sărurilor de ditiocarbamat generate mai sus pe baza clorurii de tozil.